# Costituzione della Moldavia
La Costituzione della Repubblica di Moldavia (in romeno Constituția Republicii Moldova) è la legge suprema della nazione.

## Storia
L'attuale costituzione fu adottata dal Parlamento moldavo il 29 luglio 1994. Entrò in vigore il 27 agosto 1994 e nel corso del tempo è stata modificata otto volte. È stata modificata il 2 marzo 2023, da questo momento la lingua ufficiale non è più la lingua moldava, bensì la lingua romena

## Titoli e Capitoli
- Titolo I - Principi generali
- Titolo II - Diritti, libertà e doveri fondamentali
  - Capitolo I - Disposizioni generali
  - Capitolo II - Diritti e Libertà Fondamentali
  - Capitolo III - Doveri fondamentali
- Titolo III - Autorità pubbliche
  - Capitolo IV - Il Parlamento
    - Prima Sezione - Struttura E Funzionamento
    - Seconda Sezione - Lo Status dei Membri dei Parlamento
    - Terza Sezione - Legislazione e Atti del Parlamento

  - Capitolo V - Il Presidente della Repubblica di Moldavia
  - Capitolo VI - Il Governo
  - Capitolo VII - Interrelazione tra Parlamento e Governo
  - Capitolo VIII - Pubblica amministrazione
  - Capitolo IX - Autorità giudiziaria
    - Prima Sezione - Tribunali di Diritto
    - Seconda Sezione - Il Consiglio Superiore dei Magistrati
    - Terza Sezione - Il Pubblico Ministero
- Titolo IV - Economia Nazionale e Finanze Pubbliche
- Titolo V - Corte costituzionale
- Titolo VI - Revisione della Costituzione
- Titolo VII - Disposizioni Finali e Transitorie